# Elymus interruptus
Elymus interruptus är en gräsart som beskrevs av Samuel Botsford Buckley. Elymus interruptus ingår i släktet elmar, och familjen gräs. Inga underarter finns listade i Catalogue of Life.